# Vårby kvarn

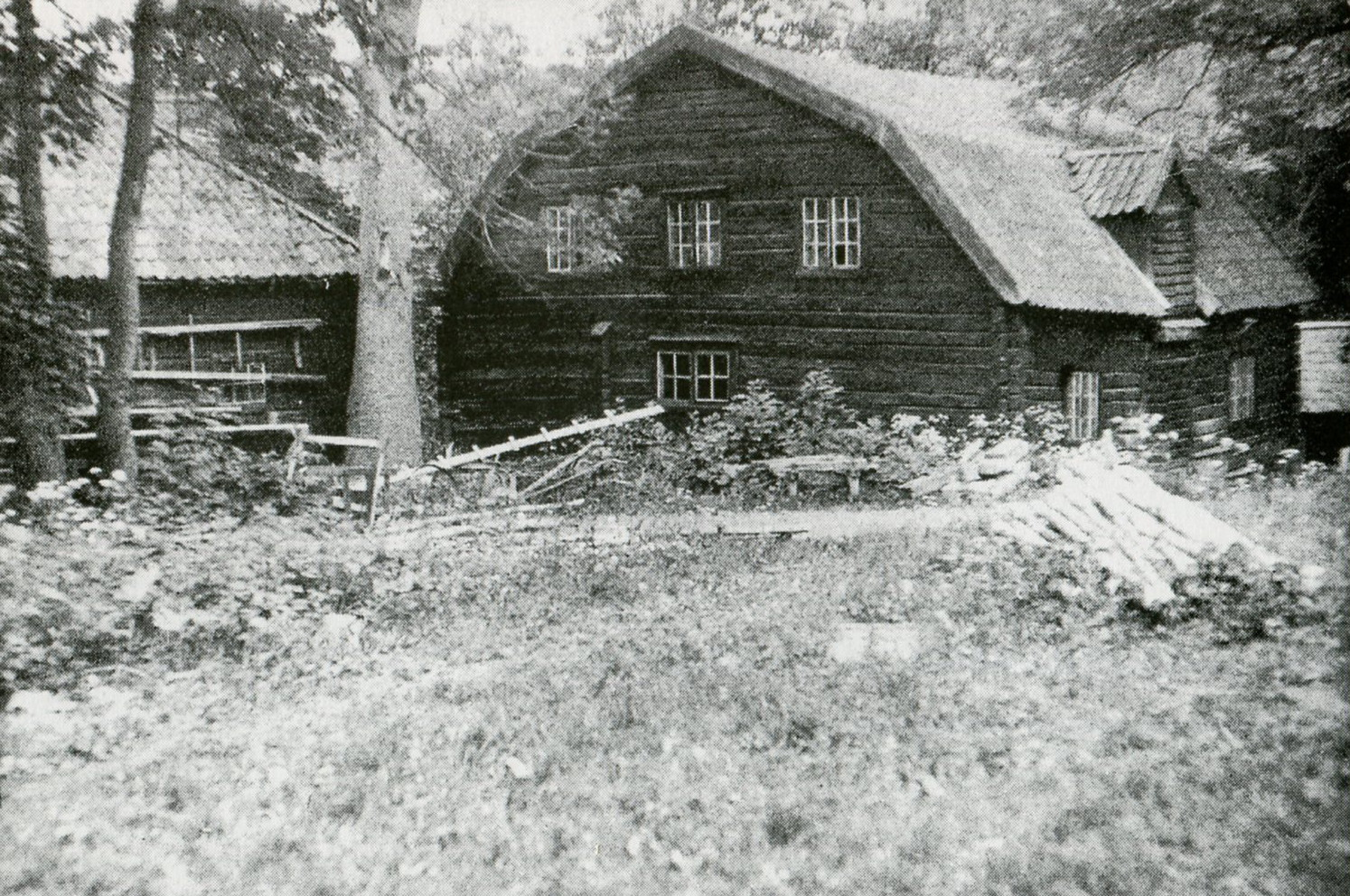
Vårby kvarn kring år 1900.

Vårby kvarn (även Malma, Qvarntorp, Mjölnar Wret eller Mjölnarvreten) var en vattenkvarn som hörde till säteriet Vårby gård i Huddinge socken. Kvarnen nämns tidigast 1750 men är troligen äldre och försvann under 1930-talet. Till kvarnen hörde även en mjölnarbostad som revs 1976.

## Historik

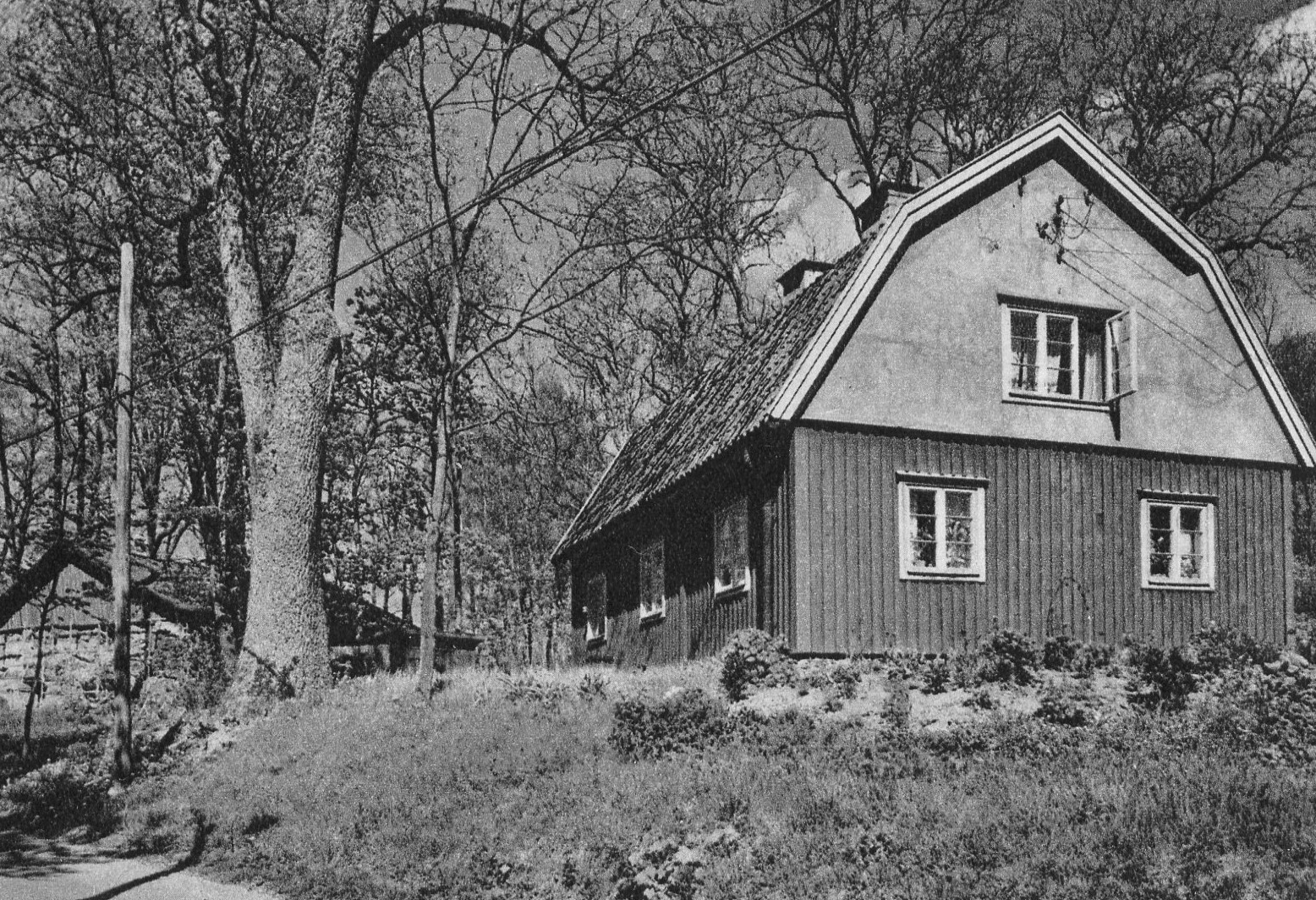
Mjölnarbostaden, före 1951.

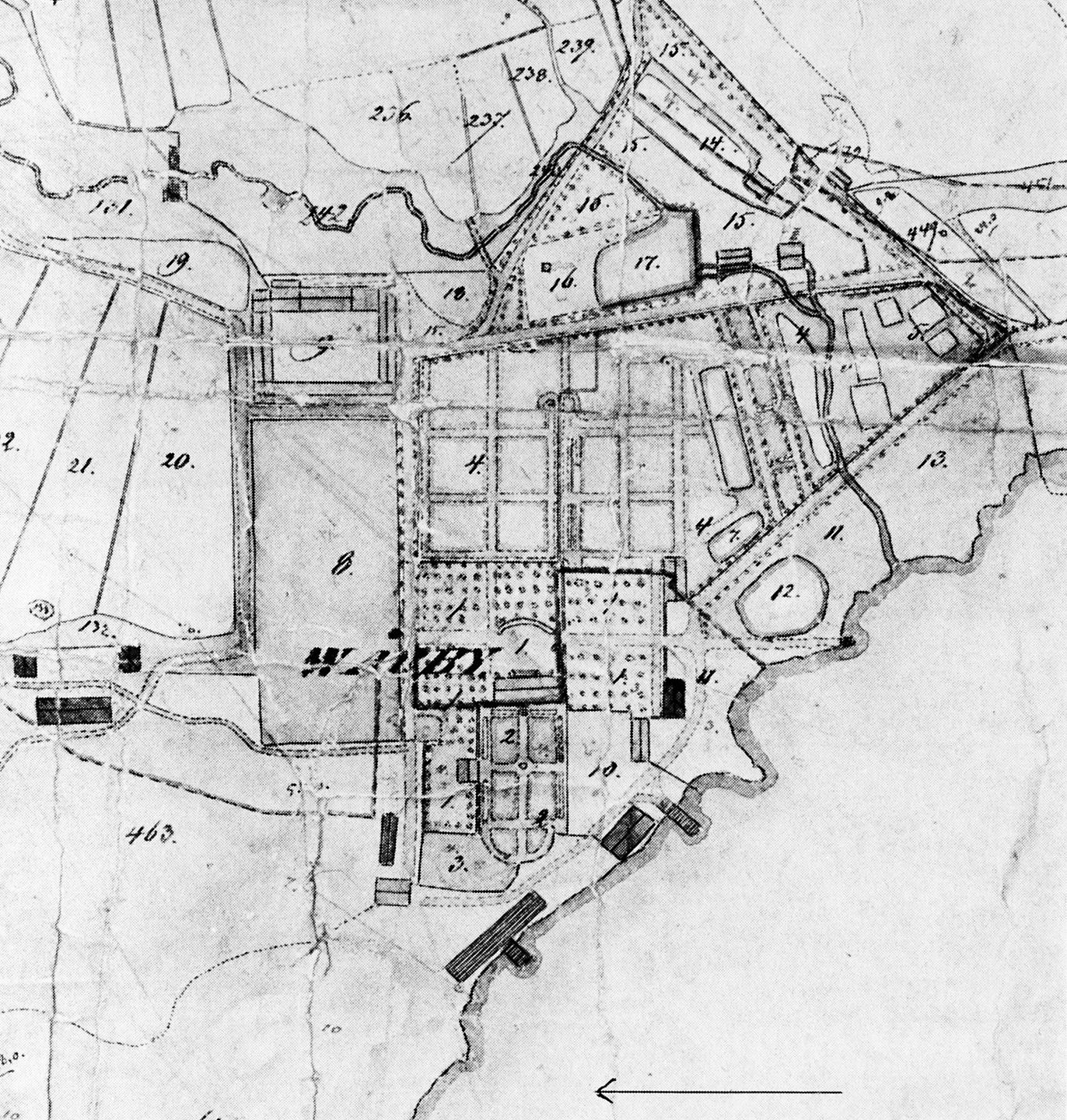
Godset ca 1840. Förklaring av siffror i texten. Norr till vänster.

Kvarnen finns upptagen i husförhörslängden som torp under Vårby från 1740 till 1743 samt från 1829 till 1833. Troligen var kvarnen äldre än så. Enligt mantalslängden 1750 var det en mjölkvarn som användes vår och höst. Efter 1787 fungerade den även som sågkvarn.  Den sista självständiga torparen och mjölnaren var Erik Kjellström innan marken 1810 lades till Vårbygodset och torparen blev statare.
Vårby kvarn drevs av Vårbybäckens vattenkraft. År 1867 omtalas vattendraget som ”en årligen uprensad afloppsgraf”. Vårbybäcken hade två vattenfall på cirka 450 meters avstånd som nyttjades av Vårby säteri. Det övre låg ungefär vid tunnelbanans viadukt över Vårbybäckens numera torrlagda ravin, strax norr om Vårby gårds station. Det nedre fanns söder om kvarndammen vid godset Vårby, ungefär där Vårby allé svänger mot syd.
Vid det nedre fallet fanns 1703 en hjulkvarn med överfall (vattnet leddes över kvarnhjulet). Samma år markeras den övre anläggningen som ”gammalt kvarnfall”. Från 1713 meddelades att den nedre kvarnen hade två stenpar, varav endast det ena paret kunde användas åt gången. Vattnet från Vårbybäcken samlades ihop i en kvarndamm och vattenkraften räckte till tre veckors drift på våren och hösten. Kapaciteten uppgavs till två tunnor per dygn. Själva kvarnbyggnaden var timrad och hade ett brutet sadeltak. Vinden var inredd, där fanns en svarv som också var vattendriven.
En karta från 1840-talet visar godsets (1) närmaste omgivning, med en liten barockträdgård (2) mot Mälaren och en trädgård med anlagda gångar och kvarter mot öst (4). Mot norr ligger en fruktträdgård (8) och i öst märks kvarndammen. I samband med en värdering av godset år 1867 upptogs ett kvarnhus med tre par stenar, en äldre sågbyggnad med vattenhjul, ett nytt såghus med vattenturbin och ett vattendrivet tröskverk. Kvarndammens numera torrlagda grop finns fortfarande kvar, likaså delar av den gamla kallmurade dammväggen. För att påminna om den kvarnverksamheten lät Huddinge kommun sätta upp en kvarnsten från Vårby kvarn nedanför Vårbackaskolan i närheten.

## Nutida bilder

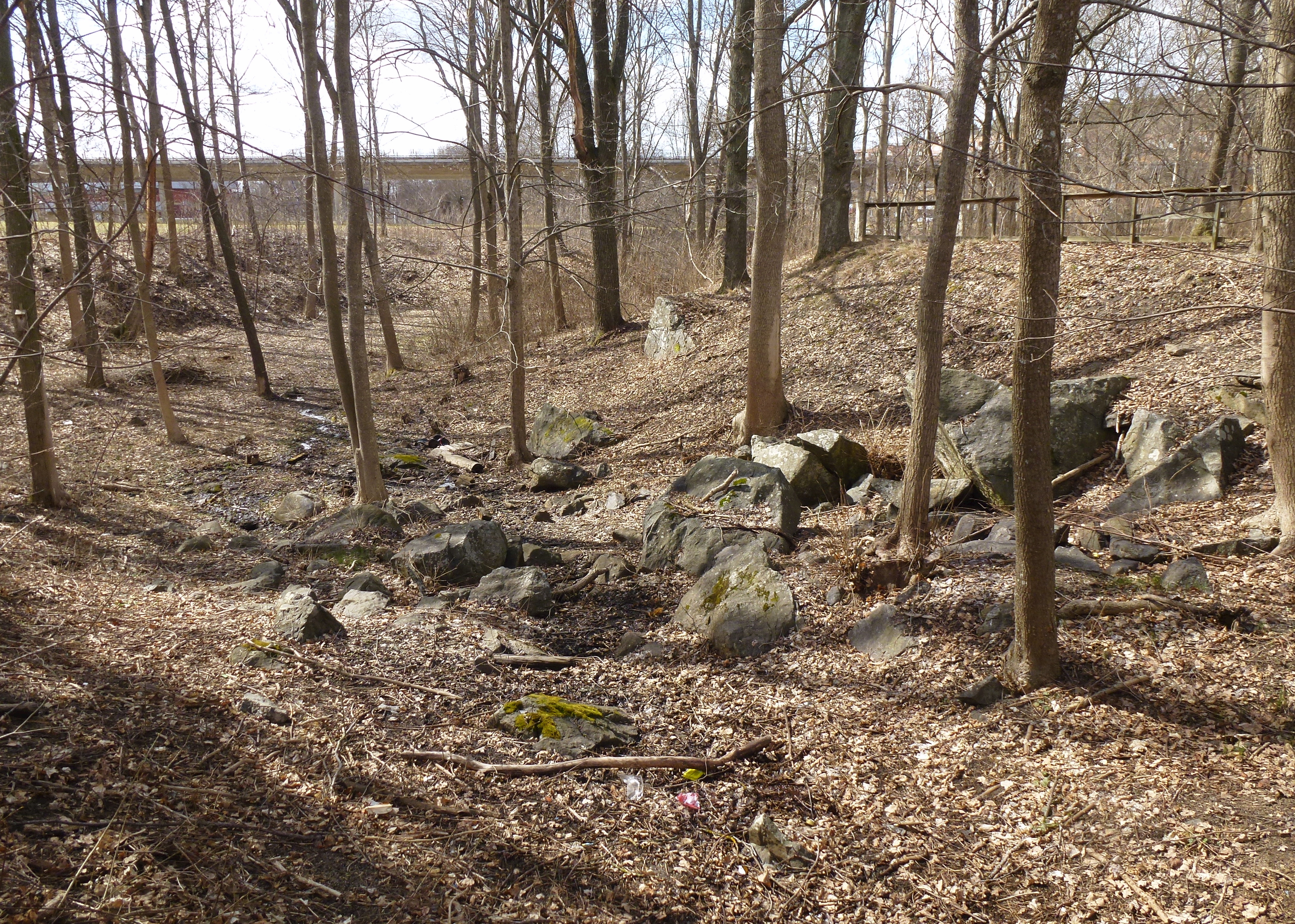
Övre kvarnfallets rester
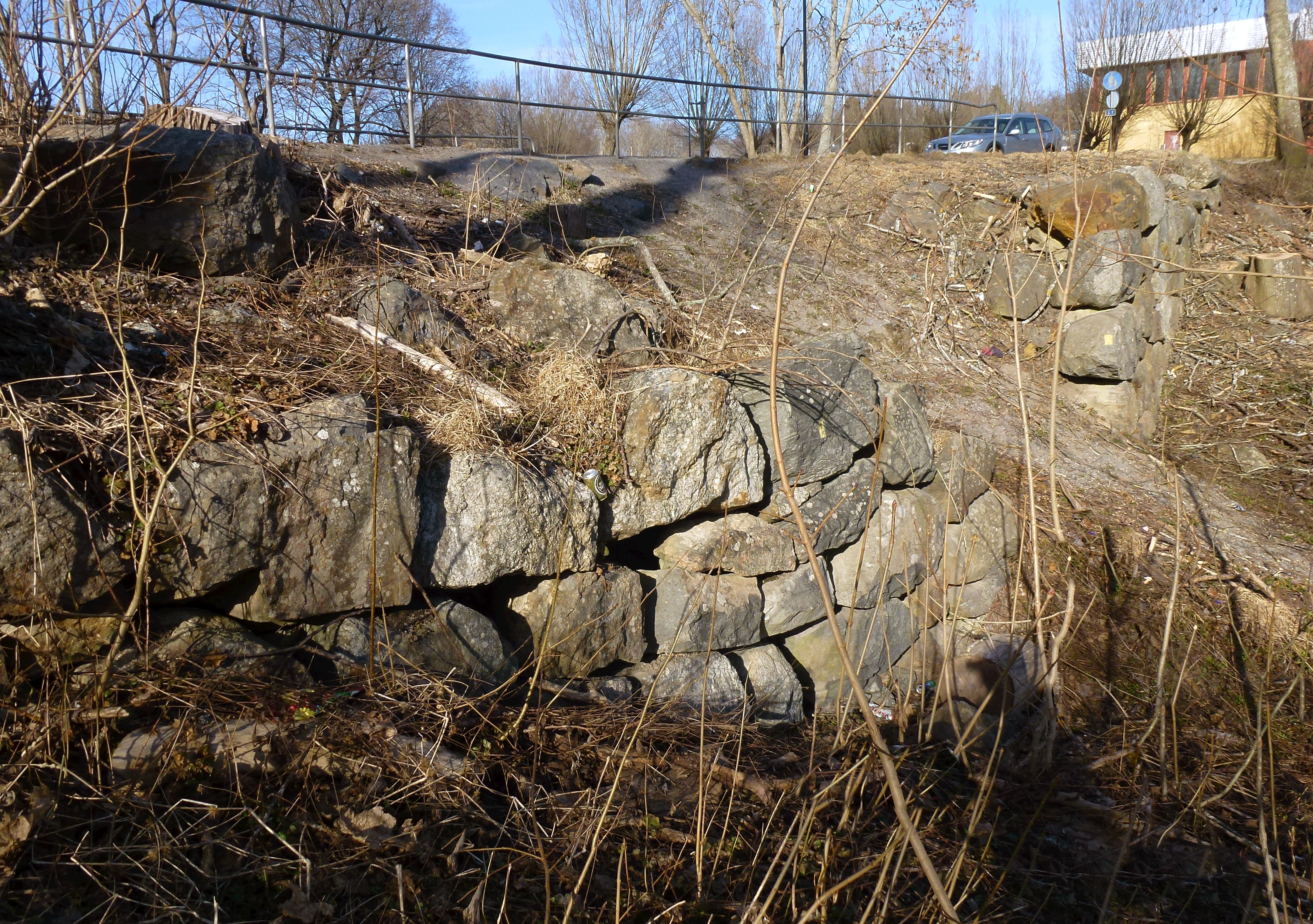
Nedre kvarndammens stenmur
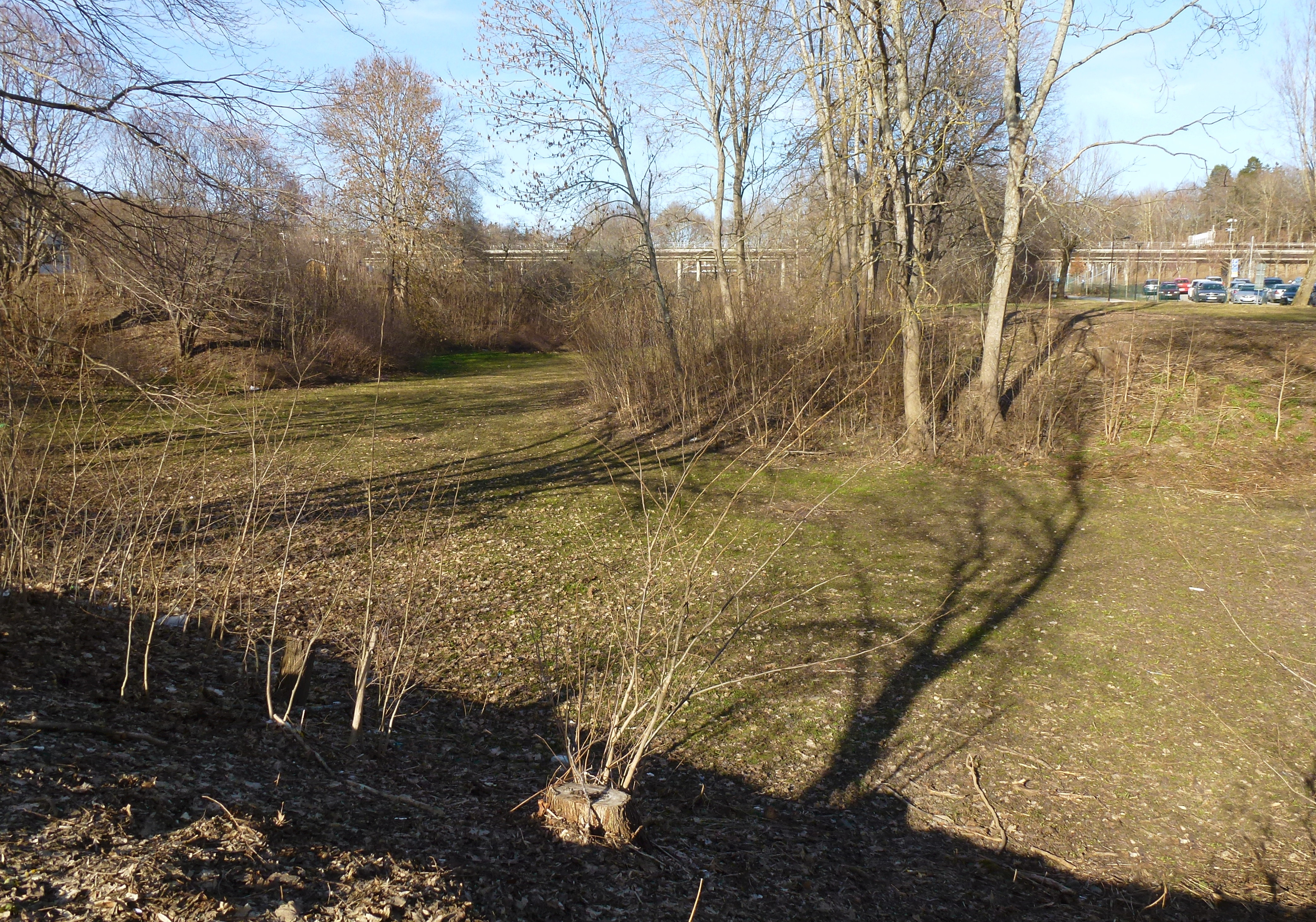
Den torrlagda kvarndammen
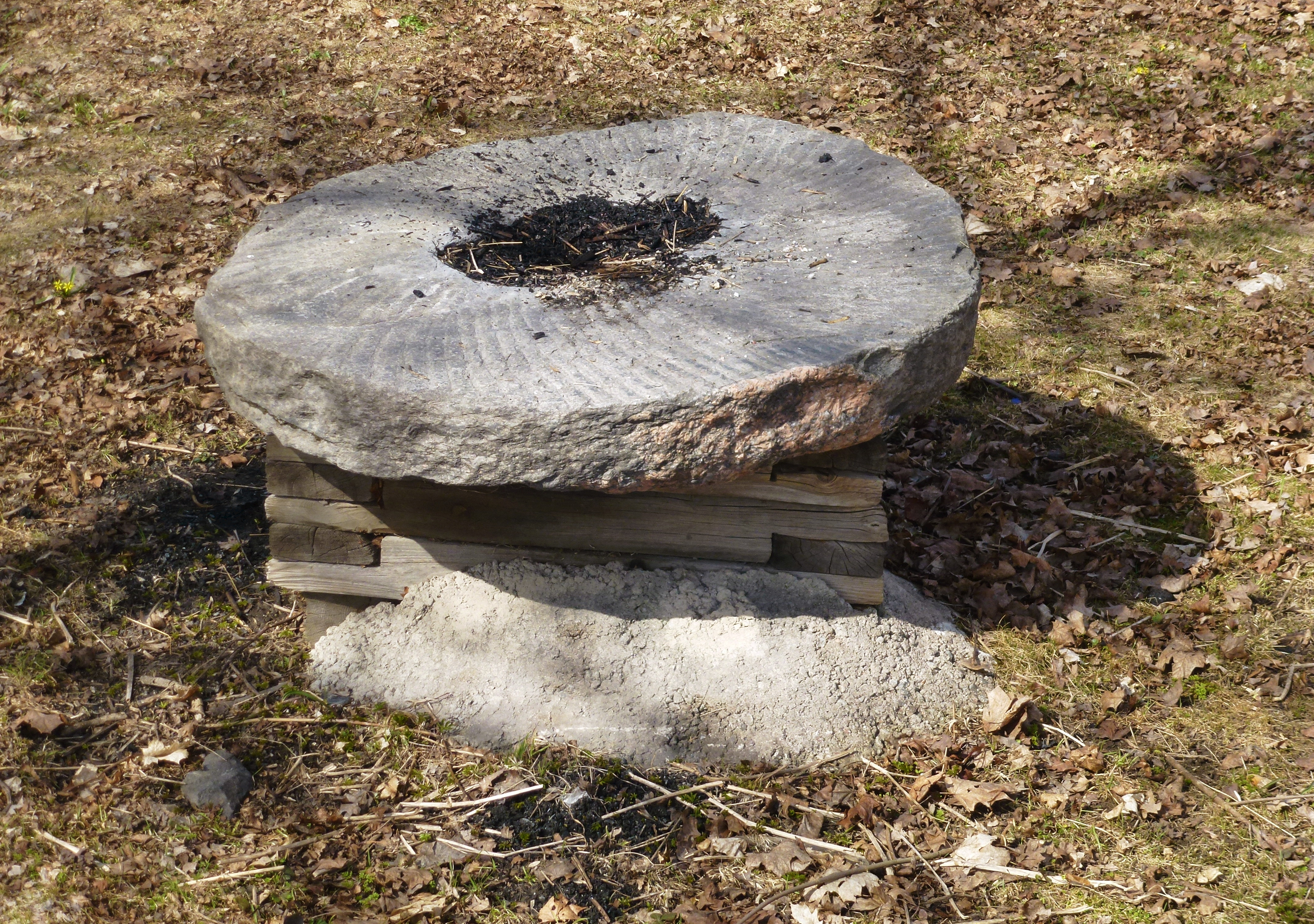
Kvarnsten efter Vårby vattenkvarn